# Ōkawa (Kōchi)
Ōkawa (大川村 Ōkawa-mura?) es una villa localizada en la prefectura de Kōchi, Japón. En junio de 2019 tenía una población estimada de 385 habitantes y una densidad de población de 4,04 personas por km². Su área total es de 95,27 km².

## Geografía

### Localidades circundantes
- Prefectura de Kōchi
  - Ino
  - Tosa
- Prefectura de Ehime
  - Niihama
  - Shikokuchūō

## Demografía
Según los datos del censo japonés, esta es la población de Ōkawa en los últimos años.
| 1995 | 2000 | 2005 | 2010 | 2015 |
| ---- | ---- | ---- | ---- | ---- |
| 680  | 569  | 538  | 411  | 396  |